# Despite What You've Been Told
Despite What You've Been Told è il quinto singolo dei Two Gallants ed il primo estratto dall'album, loro omonimo, Two Gallants.

## Il singolo
Il singolo debuttò su internet il 17 ottobre del 2007 e sul mercato come CD il 23 del medesimo mese.

## Contenuto e Video
La canzone parla di un momento di profonda onestà di un ragazzo nei confronti di una ragazza con la quale sta per andare a letto. Egli le spiega come tale episodio non vorrà dire niente sia per lei che, tantomeno per lui. Il protagonista ha cercato la ragazza unicamente per affogare il dolore infertogli da "ciò che aveva di più caro" che, andandosene ha lasciato nel cuore del ragazzo una ferita difficilmente rimarginabile. Alla fine, i due, andranno comunque a letto ma il protagonista il mattino dopo, se ne andrà tornando a casa prima che la ragazza si sia svegliata.
Il video riprende la storia di un uomo che, a causa della sua povertà, è costretto a travestirsi da clown e andare per le strade a chiedere l'elemosina. Contraddistinto da un'espressione cupa e infelice, l'uomo, incontra un bambino che, assieme alla madre, si avvicina curioso al pagliaccio. Egli scherza e gioca col bambino per un po' e, al momento dell'addio, il ragazzino lascia un qualcosa nel barattolo che l'uomo utilizzava per raccogliere i pochi spiccioli. Tornato a casa il clown svuota il piccolo contenitore trovando al suo interno una chiave che verrà utilizzata per aprire una scatola serrata con un lucchetto da un tempo indefinito. Il video si conclude con l'uomo che apre finalmente la scatola e, vedendone il contenuto, scoppia a piangere e a singhiozzare.

## Tracce
1. Despite What You've Been Told – 4:38
2. Liza Jane

## Formazione
Gruppo
- Adam Stephens - voce, chitarra, armonica a bocca
- Tyson Vogel - cori, batteria

Produzione
- Alex Newport - produzione
- Alexander Safdie - direzione
- Ronald Schnetke - direzione
- Doug McCann - Fotografia